# Killian Tillie
Pour les articles homonymes, voir Killian et Tillie.
Killian Tillie, né le 5 mars 1998 à Paris (France), est un joueur français de basket-ball. Il mesure 2,05 m et évolue aux postes d'ailier fort et de pivot à l'Unicaja Málaga, dans le championnat espagnol.

## Biographie

### Carrière universitaire
En août 2015, Killian Tillie visite différentes universités des États-Unis, Georgia Tech, Utah et Gonzaga. Il opte donc pour cette dernière en novembre 2015. Il joue avec les Bulldogs de Gonzaga à partir de la saison 2016-2017.
Tillie est blessé au début de la saison universitaire 2018-2019, revient en janvier mais se blesse au pied droit en février. En avril 2019, Tillie annonce sa candidature à la draft 2019 de la NBA. De nouveau blessé (à la cheville gauche) lors d'un workout et n'apparaissant pas dans les prédictions des spécialistes pour la draft, Tillie retire son nom de celle-ci fin mai.
Il est blessé au genou au début de la saison universitaire 2019-2020 et en janvier 2020, Tillie se blesse de nouveau avec une entorse à la cheville gauche.
Il se présente à la draft 2020 où il est attendu au deuxième tour.

### Carrière professionnelle

#### Grizzlies de Memphis (2020-2022)
Killian Tillie n'est pas choisi lors de la draft mais il signe un contrat two-way avec les Grizzlies de Memphis et rejoint son ancien coéquipier à l'université Brandon Clarke. Les franchises NBA n'auraient pas choisi Tillie en raison des nombreuses blessures dont il a souffert pendant sa jeune carrière.
Sa première saison en NBA est marquée par plusieurs blessures, mais sous l'impulsion de son leader Ja Morant, les Grizzlies se qualifient pour les playoffs où ils sont battus par le Jazz de l'Utah.
Tillie parvient à obtenir à nouveau lors de la saison 2021-2022 un contrat two-way, et gagne  davantage de temps de jeu notamment au mois de décembre 2021, sous la direction de l'entraineur Taylor Jenkins. Installé dans la rotation des Grizzlies, le Français signe un contrat garanti de deux ans et quatre millions de dollars début janvier 2022.
Le 15 octobre 2022, il est coupé par les Grizzlies.

#### Unicaja Málaga (depuis 2024)
Le 21 août 2024, Killian Tillie s'engage pour une saison avec le club de l'Unicaja Málaga en Liga Endesa. Après plus de deux ans sans jouer, l'ailier fort réalise une bonne Summer League avec les Celtics de Boston, ce qui lui permet de trouver un club.

### Sélection nationale
En 2014, il est champion d'Europe des moins de 16 ans avec l'équipe de France face à la Lettonie. Il est élu MVP du tournoi.

## Palmarès

### En sélection nationale
- Médaille d'or au Championnat d'Europe de basket-ball U16 2014 en Lettonie

### En club
- Vainqueur de la Supercoupe d'Espagne 2024
- Vainqueur de la Coupe intercontinentale 2024
- Finaliste du Final Four de la NCAA avec les Bulldogs de Gonzaga en 2017

### Distinctions personnelles
- MVP du Championnat d'Europe de basket-ball U16 2014 en Lettonie
- All-WCC Second Team 2018

## Statistiques

### Universitaires
| Saison    | Équipe   | Matchs | Titul. | Min./m | % Tir | % 3pts | % LF | Rbds/m. | Pass/m. | Int/m. | Ctr/m. | Pts/m. |
| --------- | -------- | ------ | ------ | ------ | ----- | ------ | ---- | ------- | ------- | ------ | ------ | ------ |
| 2016-2017 | Gonzaga  | 33     | 0      | 12,2   | 51,1  | 47,8   | 77,8 | 3,20    | 0,60    | 0,70   | 0,30   | 4,20   |
| 2017-2018 | Gonzaga  | 36     | 35     | 26,2   | 58,0  | 47,9   | 77,3 | 5,90    | 1,70    | 0,80   | 1,00   | 12,90  |
| 2018-2019 | Gonzaga  | 15     | 0      | 16,6   | 50,0  | 43,8   | 64,3 | 3,90    | 1,50    | 0,70   | 0,70   | 6,20   |
| 2019-2020 | Gonzaga  | 24     | 24     | 24,6   | 53,5  | 40,0   | 72,6 | 5,00    | 1,90    | 1,00   | 0,80   | 13,60  |
| Carrière  | Carrière | 108    | 59     | 20,3   | 54,8  | 44,4   | 75,0 | 4,60    | 1,40    | 0,80   | 0,70   | 9,50   |

### Professionnelles

#### Saison régulière
| Saison    | Équipe   | Matchs | Titul. | Min./m | % Tir | % 3pts | % LF | Rbds/m. | Pass/m. | Int/m. | Ctr/m. | Pts/m. |
| --------- | -------- | ------ | ------ | ------ | ----- | ------ | ---- | ------- | ------- | ------ | ------ | ------ |
| 2020-2021 | Memphis  | 18     | 1      | 10,1   | 33,3  | 30,3   | 81,8 | 1,30    | 0,40    | 0,30   | 0,40   | 3,20   |
| 2021-2022 | Memphis  | 36     | 3      | 12,8   | 33,9  | 31,4   | 62,5 | 1,70    | 0,60    | 0,60   | 0,40   | 3,30   |
| Carrière  | Carrière | 54     | 4      | 11,9   | 33,7  | 31,1   | 73,7 | 1,60    | 0,60    | 0,50   | 0,40   | 3,20   |

## Records sur une rencontre en NBA
Les records personnels de Killian Tillie en NBA sont les suivants, :
| Type de statistique        | Saison régulière | Saison régulière                | Saison régulière |
| Type de statistique        | Record           | Adversaire                      | Date             |
| -------------------------- | ---------------- | ------------------------------- | ---------------- |
| Points                     | 16               | Kings de Sacramento             | 14 mai 2021      |
| Paniers marqués            | 5                | Kings de Sacramento             | 14 mai 2021      |
| Paniers tentés             | 13               | Kings de Sacramento             | 14 mai 2021      |
| Paniers à 3 points réussis | 3                | 3 fois                          | 3 fois           |
| Paniers à 3 points tentés  | 6                | 3 fois                          | 3 fois           |
| Lancers francs réussis     | 3                | Kings de Sacramento             | 14 mai 2021      |
| Lancers francs tentés      | 4                | Kings de Sacramento             | 14 mai 2021      |
| Rebonds offensifs          | 3                | Pistons de Détroit              | 6 janvier 2022   |
| Rebonds défensifs          | 6                | Kings de Sacramento             | 14 mai 2021      |
| Rebonds totaux             | 6                | 2 fois                          | 2 fois           |
| Passes décisives           | 3                | 2 fois                          | 2 fois           |
| Interceptions              | 3                | @ Mavericks de Dallas           | 23 janvier 2022  |
| Contres                    | 3                | Warriors de Golden State        | 19 mars 2021     |
| Balles perdues             | 2                | Pelicans de La Nouvelle-Orléans | 8 mars 2022      |
| Minutes jouées             | 38               | Kings de Sacramento             | 14 mai 2021      |

- Double-double : 0
- Triple-double : 0

Dernière mise à jour : 14 août 2022

## Vie privée
Son grand-père, Guy Tillie est international de volley-ball. Son père, Laurent Tillie, est lui aussi joueur international puis sélectionneur de l'équipe de France de volley-ball. Sa mère Caroline Keulen-Tillie est une joueuse internationale néerlandaise de volley-ball. Son oncle Patrice Tillie est lui international de water-polo. Il est, par ailleurs, le frère du basketteur Kim Tillie et du volleyeur Kévin Tillie.